# 众家奴
众家奴（?—?），元朝大臣，元顺帝时的太傅。
泰定二年（1325年）九月戊申朔，泰定帝分天下为十八道，遣使分道宣抚。时任陕西盐运使的众家奴和中书断事官韩庭茂到云南。天历二年（1329年）五月壬申，元明宗封亦怜真八为柳城王，八即剌为陕西行台御史大夫，众家奴为御史中丞。至正十五年（1355年）四月丁丑，元顺帝命知枢密院事众家奴，加太傅衔。